# Осухи
Осухи (пол. Osuchy) — село в Польщі, у гміні Лукова Білґорайського повіту Люблінського воєводства.
Населення — 199 осіб (2011).
У 1975-1998 роках село належало до Замойського воєводства.

## Демографія
Демографічна структура станом на 31 березня 2011 року:
|          | Загалом | Допрацездатний вік | Працездатний вік | Постпрацездатний вік |
| -------- | ------- | ------------------ | ---------------- | -------------------- |
| Чоловіки | 108     | 29                 | 63               | 16                   |
| Жінки    | 91      | 31                 | 39               | 21                   |
| Разом    | 199     | 60                 | 102              | 37                   |